# Río Neto
El Neto (en calabrés, Niatu) es un río italiano de Calabria, que nace en La Sila y desemboca en el mar Jónico, después de un recorrido de 80 km. Es el segundo río más importante de la región calabresa después del Cratis por longitud (80 km), superficie de la cuenca (1.073 km²) y por caudal medio anual (más de 15 m³/s en la desembocadura).
Nace en La Sila en las laderas nororientales del Timpone Sorbella (1850 m s. n. m.), en la provincia de Cosenza, en las cercanías de Botte Donato, la principal cima de La Sila, recorriendo profundamente encajonado y recibiendo afluentes que incrementan progresivamente su caudal: por la derecha los ríos Arvo y Ampollino, por la izquierda el río Lese y en los alrededores de la desembocadura, el arroyo Vitravo.
Es el principal río de San Giovanni in Fiore, y pasa por el centro histórico, y de Rocca di Neto, pasando también por la fracción Corazzo de Scandale limítrofe con Rocca di Neto. Cerca del pueblo de Cotronei el río entra en la provincia de Crotona alargando notablemente el propio lecho en un amplio conoide aluvional y corriendo durante algunos kilómetros al lado de la statale 107 hacia Crotona. Pasado el centro de Rocca di Neto el río ralentiza su curso, haciendo meandros antes de desembocar en el mar Jónico a la altura del centro de Fasana.